# Ali Divandari
Ali Divandari, né le 6 septembre 1957 à Sabzevar, est un caricaturiste, peintre, graphiste, sculpteur et journaliste iranien.
Il commence sa carrière de dessinateur graphiste et caricaturiste en 1975. Sa première exposition personnelle apparaît en 1976 et, trois ans plus tard, ses dessins sont publiés dans plusieurs revues. Il expose en dehors de son  pays depuis 1990 et produit ses travaux en France, Yougoslavie, Colombie, Norvège, Japon, Belgique, Italie, Pologne, Turquie, Cuba, Macédoine, Croatie, Allemagne, Chine, Hollande,. Il a reçu de nombreux prix pour son œuvre.

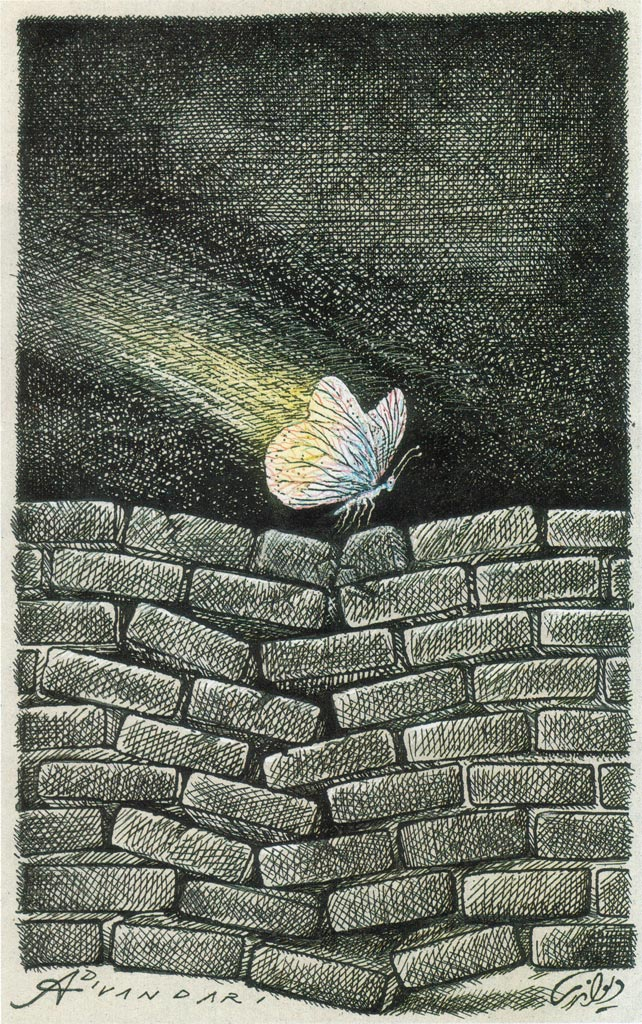
Caricature de Ali Divandari
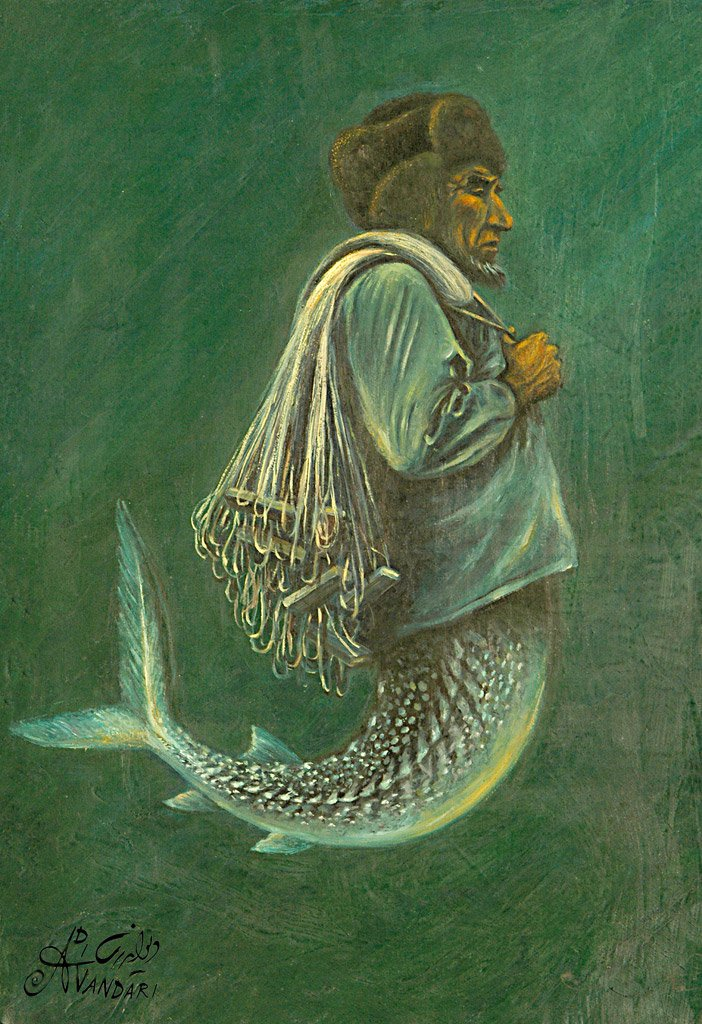
Peintures par Ali Divandari
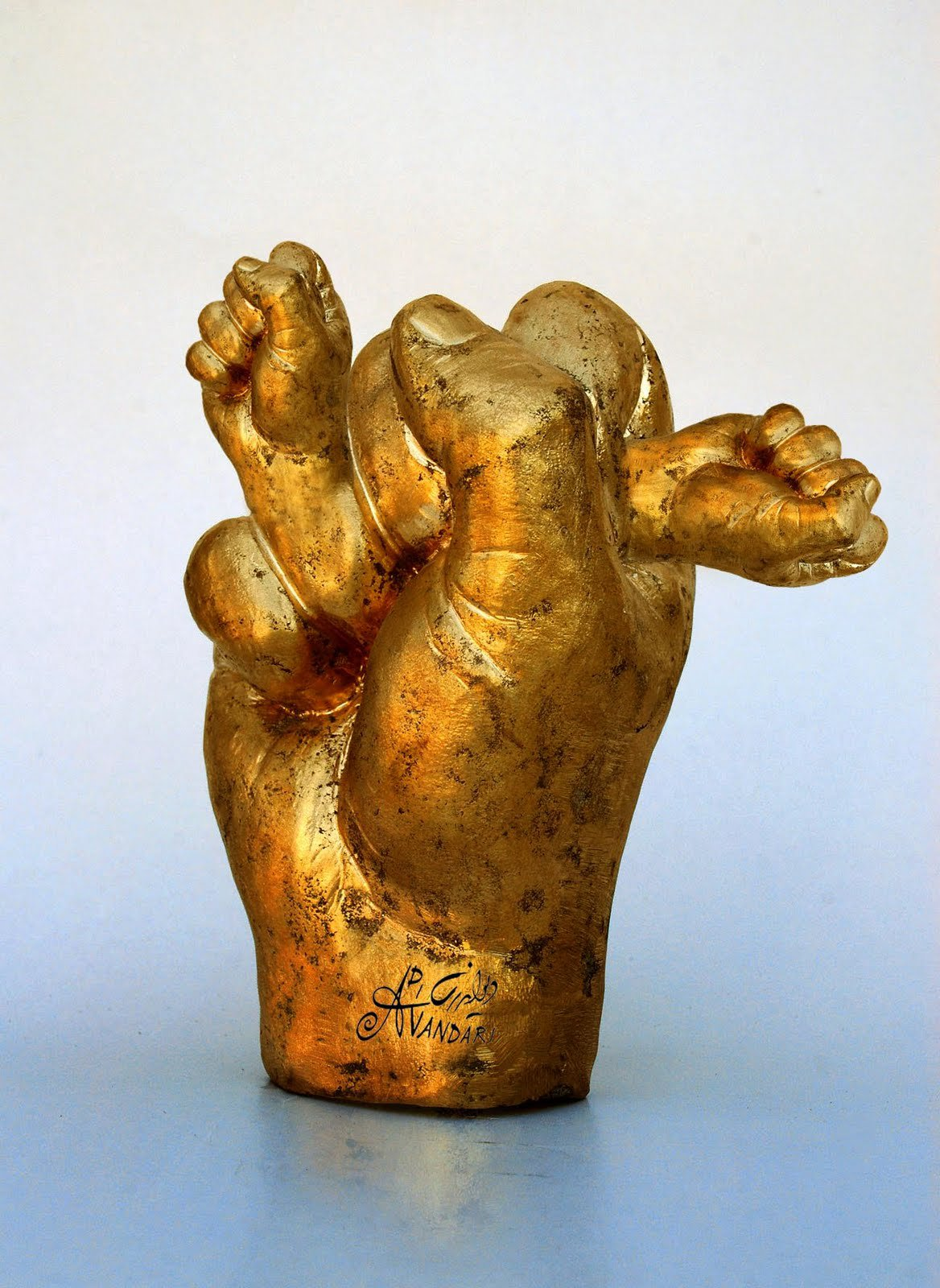
Sculpture par Ali Divandari
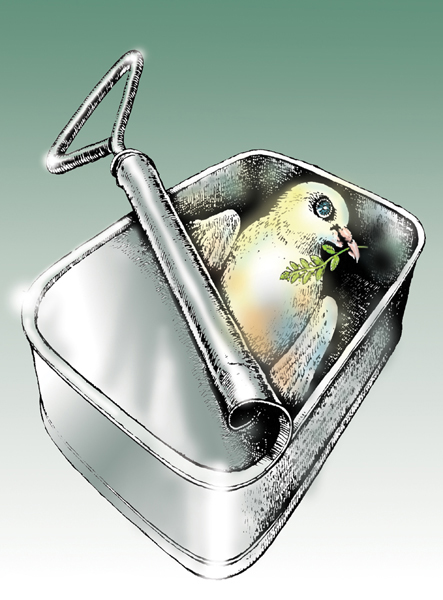
Caricature de Ali Divandari